# DFB-Pokal der Frauen 1990-1991
La DFB-Pokal der Frauen 1990-1991 è stata la 11ª edizione della Coppa di Germania riservata alle squadre di calcio femminile. La finale si è svolta all'Olympiastadion di Berlino ed è stata vinta dal Grün-Weiß Brauweiler, per la prima volta nella sua storia, superando le avversarie del TSV Siegen con il risultato netto di 1-0.

## Primo Turno
Le gare si sono svolte tra il 19 e 20 agosto 1990.
| Squadra 1            | Risultato   | Squadra 2                 |
| -------------------- | ----------- | ------------------------- |
| TuS Binzen           | 0 - 2       | Klinge Seckach            |
| TeBe Berlino         | 1 – 4       | Eintracht Wolfsburg       |
| Grün-Weiß Brauweiler | 1 - 0       | FSV Francoforte           |
| TSV Siegen           | 6 - 0       | SV Lorbeer Rothenburgsort |
| TuS Ahrbach          | 0 - 1       | Saarbrücken               |
| Schmalfelder SV      | 0 - 1 (dts) | Sindelfingen              |
| GSV Moers            | 3 - 0       | Polizei SV Bremen         |
| TuS Wörrstadt        | 2 - 2 (dts) | Bayern Monaco             |

### Replay
| Squadra 1     | Risultato | Squadra 2     |
| ------------- | --------- | ------------- |
| Bayern Monaco | 4 - 0     | TuS Wörrstadt |

## Quarti di finale
Le gare si sono svolte tra l'1 e il 2 dicembre 1990.
| Squadra 1            | Risultato   | Squadra 2           |
| -------------------- | ----------- | ------------------- |
| GSV Moers            | 1 - 2       | Eintracht Wolfsburg |
| Grün-Weiß Brauweiler | 1 - 1 (dts) | Klinge Seckach      |
| Bayern Monaco        | 1 - 0       | Sindelfingen        |
| Saarbrücken          | 1 - 5       | TSV Siegen          |

### Replay
| Squadra 1      | Risultato | Squadra 2            |
| -------------- | --------- | -------------------- |
| Klinge Seckach | 1 - 5     | Grün-Weiß Brauweiler |

## Semifinali
Le gare si sono svolte tra il 5 maggio 1991.
| Squadra 1            | Risultato | Squadra 2           |
| -------------------- | --------- | ------------------- |
| TSV Siegen           | 2 - 0     | Bayern Monaco       |
| Grün-Weiß Brauweiler | 6 - 0     | Eintracht Wolfsburg |

## Finale
| Arbitro: | Rainer Boos (Friedrichsdorf) |

|           |           |  |
| Kubat 19’ | Marcatori |  |